# ランタンズ
『ランタンズ (原題)』(Lanterns)は、DCコミックスのキャラクター「グリーンランタン」を基に、クリス・マンディがストリーミングサービス「HBO Max」に向けて制作するアメリカ合衆国のテレビシリーズである。DCユニバース(DCU)に属する作品であり、3作目のテレビシリーズである。

## あらすじ
グリーンランタン・コープスの新人であるジョン・スチュワートとベテランであるハル・ジョーダンを主人公とし、地球の古代の謎に迫る話となる。

## 登場人物/キャスト

### グリーンランタン・コァ
ジョン・スチュワート
演 - アーロン・ピエール
ハル・ジョーダン
演 - カイル・チャンドラー
ガイ・ガードナー
演 - ネイサン・フィリオン
シネストロ
演 - ウルリク・トムセン
アンターン
演 - ポール・ベン＝ヴィクター

### 地球人
ジョン・スチュワート・Sr
演 - J・アルフォンソ・ニコルソン
ジョン・スチュワートの父親。
シャーリー・スチュワート
演 - ジャスミン・シーファス・ジョーンズ
ジョン・スチュワートの母親。
ビリー・マコン
演 - ジェイソン・リッター
ケリーの夫。

#### 保安官
ケリー・マコン
演 - ケリー・マクドナルド
ウィリアム・メイコン
演 - ギャレット・ディラハント
カウボーイ。
ゾーイ
演 - プーナ・ジャガンナサン
ジョンの恋人。

## 製作

### 概要
HBO Maxではサービス開始以前の2019年頃からアローバースの立役者として知られるグレッグ・バーランティの手により、40年代のグリーンランタンにして同性愛者であることを隠しながらFBI捜査官として働くアラン・スコット、80年代のグリーンランタンにして当時の国粋主義を体現したような男らしさの塊であるガイ・ガードナー、00年代のグリーンランタンにして9.11後のアメリカで中東系である為に不信の目を向けられながら生活を送るサイモン・バズ、10年代のグリーンランタンにして自らが抱える不安障害と日々戦うジェシカ・クルーズなど、様々な時代・場所で活躍する多様なグリーンランタンたちを描くシリーズが製作されていた。バーランティは過去に自らが製作・脚本を担った映画『グリーン・ランタン』がワーナー・ブラザースからの横槍により散々な結果となったことで悲痛な思いをしており、バーランティにとってHBO Maxのグリーンランタンのシリーズは映画『グリーン・ランタン』から一回りして巡ってきたグリーンランタン実写化の再挑戦であった。このグリーンランタンのシリーズは俳優や監督も決まり、順調に製作が進んでいるかのように思われた。しかし、2022年10月26日、ワーナー・ブラザース・ディスカバリーによって予算が削減され、計画が仕切り直しとなった。本作はそんなバーランティ版『グリーンランタン』に取って代わる形で製作されるものである。
ピーター・サフランは「バーランティが作ろうとしていたのはスペースオペラだったが」と前置きした上で、「我々が作るのは『TRUE DETECTIVE』のような地上の捜査の物語だ」と述べた。

### 撮影
2025年2月28日、撮影開始。

### キャスティング
2024年10月10日、ジョーダン役をカイル・チャンドラー、スチュワート役をアーロン・ピエールが務めることが決定された。2025年1月26日、シネストロ役にウルリク・トムセンがキャスティングされたことが海外メディアの報道で明らかになった。